# Wielka Rada Generalna
Wielka Rada Generalna (wł. Consiglio Grande e Generale) – jednoizbowy parlament San Marino. Rada składa się z 60 członków wybieranych w wyborach powszechnych na 5-letnią kadencję. Obowiązujące w latach 1945–2007 proporcjonalne prawo wyborcze zostało zmienione na wzór systemu wyborczego włoskich miast. Większość co najmniej 35 mandatów przydzielana jest wygrywającej koalicji partii, która uzyska absolutną większością głosów w pierwszej albo w ostatecznej drugiej rundzie wyborów. Pozostałe mandaty są przydzielane partiom zgodnie z metodą D’Hondta. Wprowadzony został również 3,5% próg wyborczy.